# F.C. Vado
Câu lạc bộ bóng đá Vado là một câu lạc bộ bóng đá Ý đến từ Vado Ligure, Liguria.

## Lịch sử
Câu lạc bộ được thành lập vào năm 1913.
Vado được biết đến là đội đầu tiên giành chiến thắng danh hiệu Coppa Italia, vào năm 1922, đánh bại Udinese trong trận đấu cuối cùng. Vào thời điểm đó, câu lạc bộ chơi ở Terza Divisione (Giải hạng ba).
Trong mùa giải 201213, câu lạc bộ đã được thăng hạng từ Eccellenza Liguria lêm Serie D. Câu lạc bộ đã xuống hạng vào cuối mùa giải 2015-16.

## Màu sắc và huy hiệu
Màu sắc của đội là xanh và đỏ.

## Danh dự
- Coppa Italia: 1
  - Vô địch (1): 1922